# يانا تشن
يانا تشن هي مغنية صينية، ولدت في 27 يناير 1989 في ماوزو في الصين.